# Poślizg (film)
Poślizg – polski film obyczajowy z 1972 roku.

## Obsada aktorska
- Barbara Sołtysik – Halina
- Jan Englert – Marek
- Jerzy Kamas – Józef, mąż Haliny
- Bronisław Pawlik – właściciel fiata
- Tadeusz Łomnicki – nerwowy klient warsztatu samochodowego
- Jerzy Skolimowski – właściciel warsztatu samochodowego
- Halina Golanko – modelka Bożena, znajoma Marka
- Helena Norowicz – Stefa, znajoma Marka
- Paweł Unrug – mężczyzna zainteresowany kupnem aparatu Marka
- Tomasz Zaliwski  – kierowca autobusu
- Krzysztof Kowalewski  – pielęgniarz w izbie wytrzeźwień
- Witold Dębicki – kierowca żuka
- Piotr Fronczewski – pomocnik właściciela warsztatu samochodowego